# الثقافة والحيض

سيدتان ترقصان أثناء الحيض. فن صخري بواسطة الأستراليون الأصليون من أعالي نهر يول بيلبارا، أسترليا الغربية

الثقافة والحيض تختص بالجوانب الثقافية المحيطة بنظرة المجتمعات إلى الحيض. تحريم الحيض هو أي حظر مجتمعي يختص بالحيض.
في بعض المجتمعات يُنظر إلي الطمث على أنه دنس أو مصدر إحراج ويتم منع ذكر الحيض سواء في العلن (وسائل الإعلام والإعلان)، أو في الحياة الخاصة (بين الأصدقاء، أو في الحياة المعيشية، أو بين الرجال).
معظم التقاليد الدينية تعتبر الحيض من الطقوس النجسة، وذلك بالرغم من أن علماء الأنثروبولوجيا يشيرون إلى أن المفاهيم كـ«التحريم» «وعدم النظافة» قد تكون مرتبطة بشكل وثيق.
تنظر الثقافات المختلفة إلى الحيض من زوايا مختلفة. فأسس معظم القواعد السلوكية والاتصالات في المجتمعات الصناعية الغربية تعتقد أن الحيض يجب أن يظل سراً  وعلى النقيض ففي العديد من مجتمعات الصيادين ولا سيما في أفريقيا يتم النظر إلي يُحتفى بالحيض وينظر له نظرة إيجابية، وبدون أي دلالة على أنه نجاسة.

## علم الأساطير
كلمة «الحيض» مرتبطة أسطوريا بالقمر. تشتق مصطلحات «الحيض» أو «الطمث» معناها من الكلمة اللاتينية «شهر». والتي ترتبط في اليونانية بكلمة «القمر» وترجع جذورها في الإنجليزية إلى كلمتي «قمر» و«شهر».
وفقًا لعلماء الأنثروبولوجي باكلي وجوتليب، وعن طريق دراسة عبر الثقافات والتي تشير إلي أنه بينما يكاد يكون تحريم الحيض عالميًا، وعلى الرغم من أن العديد من هذه المفاهيم تنطوي على مفهوم النجاسة، إلا إنها تتحدث عن أغراض ومعاني مختلفة وقد تكون متعارضة تمامًا. وفي بعض المجتمعات التقليدية تواجه النساء طقوس الحيض كحماية وتمكين لها وتمنح المرأة مساحة بعيدًا عن نظرات الذكور والضغوط والمطالب الجنسية والمنزلية غير المرغوب فيها.

### التزامن مع القمر
تعتبر فكرة تناغم الحيض مع الإيقاعات الكونية واحدة من الأفكار الأكثر ثباتًا، وجوهرًا للعديد من خرافات وطقوس المجتمعات التقليدية في جميع أنحاء العالم، يعتبر تحليل عالم الأنثروبولوجيا الفرنسي كلود ليفي شتراوس واحدًا من أكثر التحليلات شمولية، يخلص شتراوس إلى أن الأساطير الأصلية لأمريكا الشمالية والجنوبية تعرب مجتمعةً عن قلق الرجال من أن عدم ضبط فترات حيض النساء ومزامنتها بعناية، قد يؤدي إلى انحدار الكون إلى الفوضى.
يبدو ذلك مقنعًا بالنسبة للكثيرين، نظرًا لحقيقة أن دورة الحيض عند البشر تقارب دورة القمر التي تدوم 29,5 يومًا.

### مقدّسة وقوية
اُعتبرَت الحائض في بعض الثقافات التاريخية مقدّسة وقوية بما يكفي لعلاج المرضى. وفقًا لشعب الشيروكي، فإن دم الحيض مصدر للقوة الأنثوية وله القدرة على تدمير الأعداء. في روما القديمة، كتب بلينيوس الأكبر أن الحائض المتعرية قادرة على إخافة العواصف. يُنظر إلى دم الحيض على أنه خطر وخاصة على قوة الرجال. في أفريقيا، يستخدم دم الحيض في أقوى التعويذات السحرية بغرض التطهير والتدمير.

## الآراء الدينية

### الأديان الإبراهيمية

#### اليهودية
يطلق على المرأة الحائض اسم «ناداه»، وتُمنَع من ممارسة بعض النشاطات، على سبيل المثال يحظر كتاب التوراة الجماع مع امرأة حائض، تطبَّق هذه الطقوس خلال فترة الحيض ولمدة أسبوع تقريبًا بعدها، حتى تغمر المرأة نفسها في الميكفاه (الحمام بحسب الطقوس التقليدية)، وهي مخصّصة أساسًا للمتزوجات فقط. خلال هذا الوقت، يجب على الزوجين تجنّب الجماع الجنسي والألفة الجسدية. تمنع اليهودية الأرثوذكسية النساء والرجال من التلامس خلال هذه الفترة، بينما لا يفعل ذلك العديد من اليهود الآخرين.
تعتبر الأنثى الحائض في التوراة (سفر اللاويين) نجسة بحسب الطقوس، «كل من يلامسها سيكون نجسًا حتى المساء» (النسخة الدولية الجديدة). يجعل لمس المرأة الحائض، أو أي شيء جلست عليه، أو ممارسة الجنس معها، الشخص غير طاهر، ويختلف مدى مراعاة هذه القواعد في اليهودية الحديثة اعتمادًا على درجة العقيدة.

#### المسيحية
لا تتبع معظم الطوائف المسيحية أي طقوس أو قواعد محدّدة تتعلق بالحيض. تتبع بعض الطوائف القواعد المنصوص عليها في قسم القداسة في سفر اللاويين، على غرار طقوس نيدا اليهودية.
دافع بعض آباء الكنيسة عن استبعاد النساء من الكهنوت بناءً على فكرة النجاسة. ورأى آخرون أنه ينبغي التخلي عن قوانين الطهارة على أنّها جزء من العهد القديم.

#### الإسلام
يمنع التفسير الإسلامي التقليدي للقرآن الجماع خلال فترة الحيض، ولكنّه لا يمنع العلاقة الحميمة الجسدية. تُعفى النساء أثناء الحيض من الصلاة والصيام في رمضان ولمس المقدسات ودخول المساجد ولكن يسمح لهن بالحج، لكن الطواف حول الكعبة محظور عليهن، وعند انتهاء الحيض، يطلب من المرأة الغسل، ومن كلا الزوجين الاغتسال بعد الانتهاء من ممارسة الجنس، وقبل الصلاة تبعًا لما ورد في القرآن (وَيَسْأَلُونَكَ عَنِ الْمَحِيضِ ۖ قُلْ هُوَ أَذًى فَاعْتَزِلُوا النِّسَاءَ فِي الْمَحِيضِ ۖ وَلَا تَقْرَبُوهُنَّ حَتَّىٰ يَطْهُرْنَ ۖ فَإِذَا تَطَهَّرْنَ فَأْتُوهُنَّ مِنْ حَيْثُ أَمَرَكُمُ اللَّهُ ۚ إِنَّ اللَّهَ يُحِبُّ التَّوَّابِينَ وَيُحِبُّ الْمُتَطَهِّرِينَ (222) نِسَاؤُكُمْ حَرْثٌ لَّكُمْ فَأْتُوا حَرْثَكُمْ أَنَّىٰ شِئْتُمْ ۖ وَقَدِّمُوا لِأَنفُسِكُمْ ۚ وَاتَّقُوا اللَّهَ وَاعْلَمُوا أَنَّكُم مُّلَاقُوهُ ۗ وَبَشِّرِ الْمُؤْمِنِينَ (223).

### البوذية
ينظر إلى الحيض في البوذية (فرقتي ثيرافادا أو هينايانا) على أنّه «إفراز بدني طبيعي تمر به النساء شهريًا لا أكثر ولا أقل». تمنع بعض فروع البوذية اليابانية الحائض من دخول المعابد. لا يعتبر الحيض في البوذية النيشترنية (اليابان) عقبة روحية أمام الممارسة الدينية، قد تختار الحائض عدم المشاركة، من أجل الراحة لا أكثر.

### الهندوسية
تنصح الحائضات بعدم الدخول إلى المعبد، أو العمل في المطبخ، أوالجماع، أو لمس الذكور والإناث.

#### الشاكتية
يُعبد مسار الحيض السنوي للآلهة كامايخا في معبدها خلال مهرجان اموباشي ميلا. يغلق المعبد لثلاثة أيام ثم يفتح لاستقبال الحجّاج والمصلين. يجذب المعبد ملايين الزوار كل عام، ويستقبل 100,000 حاج يوميًا خلال المهرجان الذي يستمر أربعة أيام.

### ديانات أخرى

#### البهائية
ألغى بهاء الله (مؤسس الإيمان البهائي) كل الطقوس التي تخصّ نجاسة الأشياء والأشخاص، وشدّد على أهمية النظافة والنقاء الروحي. تُشجع الحائض على الصلاة، ولا يُطلَب منها الصيام، ويستطيعنَ (طوعيًا) قراءة الآيات بدلًا من ذلك.

#### الجيانية
يعتبر دم الحيض نجسًا في النصوص الجاينية. يُعتقد أن هذا النزيف يقتل الكائنات الحية الدقيقة في الجسم، فيصبح الجسد الأنثوي أقل لاعنفًا من الذكري. لا يوجد بالطبع أي دليل علمي يثبت هذه المعتقدات.

#### الشنتوية
لم يعلم اليابانيون القدامى أنّ مفرزات الحيض ليست دمًا فقط. ولذلك، مُنعَت النساء الحائضات من دخول مزارات الكامي، وما زالت حتى اليوم، وتُحظَر المرأة الحائض أحيانًا من تسلّق قمم الجبال المقدسة بسبب «نجاستها».

#### السيخية
يرى معلمو السيخية أن المرء لا يكون نقيًا بغسل جسده، بل نقاء العقل هو الطهارة الحقيقية. أدان جورو ناناك (مؤسّس السيخية) معاملة الحائضات على أنهن نجسات، وأوضح أن الحيض هبة من الله، ودم المرأة أساسي لبناء الإنسان. ولا توجد قيود مفروضة على المرأة أثناء الحيض.

## المجتمع والثقافة

### التعليم
غالبًا ما تُدرّس معلومات الحيض ضمن التربية الجنسية في الولايات المتحدة الأمريكية، تشير إحدى الدراسات إلى أن الفتيات يفضلن أنّ تكون أمهاتن المصدر الرئيسي لمعلوماتهن حول الحيض والبلوغ. أظهرت دراسة نيجيرية أن الأطراف الأكثر تأثيرًا في تعليم الحيض هم: الآباء (56%)، الأصدقاء (53%)، الكتب (46%)، المعلّمون (44%)، الإنترنت (45%)، المراكز الصحّية (54%).
تُحدّد جودة تعليم مفهوم الحيض في المجتمع دقّة فهم الناس للعملية. يُعزى الفهم الخاطئ جزئيًا إلى الفصل بين الذكور والإناث خلال الدورات التعليمية. الفشل في إيصال فهم دقيق للحيض للطلاب من الجنسين له آثار اجتماعية على العلاقات بين الجنسين وفهم جسد الأنثى. ينشأ الانزعاج عندما لا يتمكن الطلاب من الوصول إلى نفس المعلومات، ما يعزّز الاعتقاد بأن الحيض مقرف ويجب إخفاؤه. تُشجَّع الفتيات على إخفاء كونهن حائضات، لكي لا يصبحنَ مستبعدين، تسبّب المضايقة الجنسية والاستهزاء حول موضوع الحيض، قلقًا حقيقيًا عند الإناث، يدفعهن لإخفاء أي دليل حول كونهن حائضات.
تُعد البرامج التعليمية الفعّالة ضرورية لتزويد الأطفال والمراهقين بمعلومات واضحة ودقيقة عن الحيض. درس العديد من خبراء التعليم والصحة الجنسية الميزات الرئيسية اللازمة لمثل هذه البرامج. يؤكد بعض الخبراء أن المدارس مكان مناسب للتثقيف حول موضوع الحيض، لأنها مؤسسة يرتادها الشباب باستمرار.
يرى خبراء آخرون أن البرامج التي يقودها أقران الطلاب أو طرف ثالث أكثر فعالية من البرامج التي تُدرَّس في الفصل المدرسي. ربما لوجود تفاعل في المجموعات الصغيرة، أو لقدرة هذه البرامج على استهداف مجموعات معينة، أو لأنّ المراهقين يختارون طوعيًا المشاركة في هذه البرامج، بينما هم مكلَّفون بحضور فصولهم الدراسيّة.

### الإعلان
تحاول إعلانات المنتجات الصحّية تجنّب تصوير الحيض، فبدلًا من صب سائل أحمر لإثبات القدرة على الامتصاص، نرى سائلًا أزرقًا. ونجد مجموعة واسعة من المفردات المستخدمة لتجنّب استخدام كلمة حيض مثل «آنت فلو»، و«صديقتي»، أو حتّى «اللعنة»، ما يمثّل دليلًا إضافيًا على كون الحيض من المواضيع المحظورة.
أطلقت العلامة التجارية «أولويز» عام 2010 لأول مرّة إعلانًا لتامبون، اُستخدم فيه قطرات حمراء صغيرة تمثّل الدم، بدلًا من اللون الأزرق. أنشأ الإعلان متدرّب كان يعمل لدى الوكالة يدعى ليو بورنيت، لفت الإعلان انتباه المسؤولين في الشركة، ليرى النور كإعلان حقيقي.

### الأفلام
تعكس الأفلام الحالة المجتمعية التي تعتبر الطمث من المواضيع المحظورة، إذ تتجنّب الأفلام طرح موضوع الحيض، باستثناء بعض الأفلام التي ألقت الضوء على موضوع الطمث الأوّل. يصوّر فيلم «فتاتي» عام 1991، في أحد مشاهده الطمث الأول لشخصيته الرئيسية فادا، لا نرى في الفيلم المشهد الذي تفسّر فيه امرأة أكبر لفادا ماذا يحدث، وبقي المشهد خارج عدسة الكاميرا، ولم يُذكَر الموضوع بعدها في الفيلم، إلّا عندما تدفع فادا توماس وتقول له ألّا يعود قبل خمسة إلى سبعة أيام.
وفي فيلم «كاري» تختبر شخصية في الفيلم حيضها الأوّل، في حمّام النادي المدرسي، تسخر الفتيات من كاري، ويلقينَ الفوط الصحيّة عليها، بينما يحاول المدرّس أن يخفّف من روعها، ويشرح لها عن مفهوم الحيض، لم تشرح والدة كاري لها أي شيء من قبل، وعندما تصل إلى المنزل وتخبر أمها المتعصّبة دينيًا بشدّة، تلقي الوالدة ابنتها في الخزانة وتصرخ في وجهها، وكأن الطمث شكل من أشكال الخطيئة!
يكتشف سيث في فيلم «سوبرباد 2017» دم طمث على بنطاله بعد رقصه مع امرأة، يتعامل سيث والرجال الآخرون في المشهد مع الموضوع باشمئزاز.

### كبْت الحيض
بعد موافقة إدارة الغذاء والدواء الأمريكية مؤخرًا على أدوية كبت الحيض، حوّل الباحثون تركيزهم على موقف النساء الأميركيات تجاه حيضهن. وجدت إحدى الدراسات أن 59% من النساء المشمولات بالاستطلاع، لا يفضلنَ أن يحضنَ كل شهر، بينما يفضل ثلثهن ألّا يحضنَ أبدًا.

### الطب
استُخدَم دم الحيض في الخيمياء الطاوية الصينية لصناعة أدوية، أُخذ الدم من نساء لم يسبق لهن أن مارسن الجنس، واُستخدَم لإطالة عمر الإنسان، وأطلقوا عليها اسم «الرصاص الأحمر».

### تزامن الحيض
يعني تزامن الحيض أنّ النساء اللواتي يشتركنَ بالسكن، تتزامن دوراتهن الطمثية، مقارنةً بالوقت قبل أن يسكنَّ معًا. خلصت دراسة لعام 2013 أنّ فكرة تزامن الطمث غير صحيحة.

### المنتجات المخصّصة للتعامل مع الحيض
توجد عواقب بيئية لاستخدام منتجات التعامل مع الحيض التي تحتوي على المواد الكيميائية. تعمل بعض الشركات بدلًا من ذلك على تصنيع منتجات يمكن إعادة استخدامها، ومكوّنة من مواد صديقة للبيئة.